# Рубин (Екатеринбург)
«Руби́н» — здание в Ленинском районе Екатеринбурга, построенное в 1962 году по проекту архитекторов Петра Дмитриевича Деминцева и Феликса Сергеевича Таксиса. Расположено на площади Малышева, на месте разрушенного храма Малый Златоуст. В советские годы было известным как здание комбината бытового обслуживания «Рубин».

## История
С 1755 года на будущей площади Малышева находился старейший храм Екатеринбурга — Свято-Духовская церковь, также известная как «Малый Златоуст». После её сноса в 1928 году на этом месте был пустырь, где хранились строительные материалы для возведения Дома контор.
10 октября 1958 года в «Уральском рабочем» была опубликована статья В. Кичина «Знакомьтесь — ЦКБО», в которой анонсировалось строительство девятиэтажного здания комбината бытового обслуживания на перекрёстке улиц Малышева и 8 Марта по проекту архитекторов института «Свердгорпроект» Петра Дмитриевича Деминцева и Феликса Сергеевича Таксиса. В статье было дано подробное описание будущего быткомбината, впоследствии подтверждённое в опубликованном в 1963 году интервью с Алексеем Семёновичем Перминовым, первым директором комбината: на первом и втором этажах — кафе и столовая; на третьем и четвёртом этажах — парикмахерские и косметические кабинеты; на пятом этаже — мастерские по ремонту одежды и обуви; на шестом и седьмом этажах — выставочные залы и стол заказов, на восьмом этаже — мастерские по пошиву одежды; на девятом этаже предполагалось разместить ателье художественной фотографии. Общая площадь более 100 помещений здания составила 3563 м². Перминов также отметил использование новых материалов во внутренней отделке здания. Так, например, было отмечено применение полихлорвиниловой и полистирольной плитки для отделки полов и стен, а также пластмасс для лестничных поручней.
К середине 1962 года были построены несущие конструкции и коробка здания. Официальное открытие быткомбината состоялось 7 марта 1964 года. По одной из версий, название здания связано с большой площадью остекления фасада здания, напоминающего огранённый рубин.
В 1980-х годах на здании размещалась вывеска «Дом мод Рубин».
В начале 2000-х годов здание превратилось в офисный центр. Тогда же здание претерпело реконструкцию, фасад утерял прежние формы, а вывеску «Рубин» сменили на «Брусника» по названию девелопера. В 2018 году вывеску заменили на первоначальное название, отметив при этом, что слово «Рубин» является анаграммой от «Брусника».